# Werner Nekes
Werner Nekes (Erfurt, 1944. április 29. – Mülheim an der Ruhr, 2017. január 22.) német filmrendező.

## Fontosabb filmjei
- schwarzhuhnbraunhuhnschwarzhuhnweißhuhnrothuhnweiß oder put-putt (1968)
- Diwan (1973)
- Lagado (1976)
- Mirador (1978)
- Hurrycan (1979)
- Uliisses (1980)
- Was geschah wirklich zwischen den Bildern? (1985)
- Johnny Flash (1986)
- Candida (1991)
- Der Tag des Malers (1997)

## Díjai
- Bambi-díj (1969)
- Német filmkritikusok díja (1981)